# Esaù (palatino)
Esaù (in ungherese Ézsau; ... – dopo il 1198) fu un nobile ungherese vissuto nella seconda metà del XII secolo che ricoprì la carica di palatino d'Ungheria  dal 1197 al 1198.
È possibile che corrispondesse all'omonimo aristocratico  (Esew) che ricoprì il ruolo di ispán del comitato di Bihar dal 1181 al 1183 (o 1186) sotto Béla III d'Ungheria. Stretto confidente di re Emerico, fu nominato palatino tra il 1193 e il 1197 e svolse questa funzione fino al 1198, quando gli succedette Mog. Oltre alla carica appena menzionata, Esaù amministrò anche il comitato di Bács nello stesso periodo.
Nonostante le affermazioni della storiografia del XIX secolo, Esaù va tenuto distinto dall'omonimo che rivestì l'incarico di giudice reale e di ispán del comitato di Csanád tra il 1197 e il 1198.